# Кубок Китаю з футболу 2020
Кубок Китаю з футболу 2020 — 30-й розіграш головного кубкового футбольного турніру у Китаї. Титул володаря кубка вшосте здобув Шаньдун Лунен Тайшань.

## Календар
| Раунд        | Дата                  | Матчі | Клуби   |
| ------------ | --------------------- | ----- | ------- |
| Перший раунд | 18-19 вересня 2020    | 8     | 24 → 16 |
| 1/8 фіналу   | 26-29 листопада 2020  | 8     | 16 → 8  |
| 1/4 фіналу   | 1-2 грудня 2020       | 4     | 8 → 4   |
| 1/2 фіналу   | 5-6/12-13 грудня 2020 | 4     | 4 → 2   |
| Фінал        | 19 грудня 2020        | 1     | 2 → 1   |

## 1/8 фіналу
| Команда 1             | Рахунок | Команда 2                    |
| --------------------- | ------- | ---------------------------- |
| 26 листопада 2020     |         |                              |
| Шанхай СІПГ           | 0:4     | Чанчунь Ятай (2)             |
| Куньшань (2)          | 3:0     | Гуанчжоу Евергранд Таобао    |
| 27 листопада 2020     |         |                              |
| Тяньцзінь Теда        | 1:0     | Гуйчжоу Хенфен (2)           |
| Цзянсу Сунін          | 7:2     | Мейчжоу Хакка (2)            |
| 28 листопада 2020     |         |                              |
| Ухань Залл            | 2:0     | Тайчжоу Юаньда (2)           |
| Бейцзін Сінобо Гоань  | 1:0     | Ченду Беттер Сіті (2)        |
| 29 листопада 2020     |         |                              |
| Гуанчжоу R&F          | 6:1     | Сучжоу Дуньу (2)             |
| Шаньдун Лунен Тайшань | 2:0     | Чжецзян Енерджі Грінтаун (2) |

## 1/4 фіналу
| Команда 1            | Рахунок      | Команда 2             |
| -------------------- | ------------ | --------------------- |
| 1 грудня 2020        |              |                       |
| Куньшань (2)         | 0:2          | Цзянсу Сунін          |
| Тяньцзінь Теда       | 5:1          | Чанчунь Ятай (2)      |
| 2 грудня 2020        |              |                       |
| Бейцзін Сінобо Гоань | 0:3          | Ухань Залл            |
| Гуанчжоу R&F         | 2:2 пен. 4:5 | Шаньдун Лунен Тайшань |

## 1/2 фіналу
| Команда 1        | Заг.         | Команда 2             | 1-й матч | 2-й матч |
| ---------------- | ------------ | --------------------- | -------- | -------- |
| 5/12 грудня 2020 |              |                       |          |          |
| Цзянсу Сунін     | 1:1 пен. 4:2 | Тяньцзінь Теда        | 1:1      | 0:0      |
| 6/13 грудня 2020 |              |                       |          |          |
| Ухань Залл       | 0:6          | Шаньдун Лунен Тайшань | 0:5      | 0:1      |

## Фінал
| 19 грудня 2020 9:00 (EEST) |

| Цзянсу Сунін | 0:2      | Шаньдун Лунен Тайшань |
| ------------ | -------- | --------------------- |
|              | Протокол | Ван Тун 49' Пелле 77' |

| Олімпійський спортивний центр, Сучжоу Глядачів: 7 829 Арбітр: Ши Чженьлу |